# Coupe du monde de beach soccer
La Coupe du monde de beach soccer est une compétition internationale de beach soccer qui se déroule tous les deux ans sous l'égide de la FIFA et de la BSWW depuis 2005. Un championnat du monde préexistait depuis 1995. 
Seules quatre nations sont au palmarès de la Coupe du monde. Le Brésil, seule équipe à avoir disputé toutes les phases finales de compétition, détient le record d'éditions remportées avec quinze succès. Le Portugal (trois succès), la Russie (trois succès) et la France (un succès) ont également remporté le trophée.

## Histoire

### Première version (1995-2004)

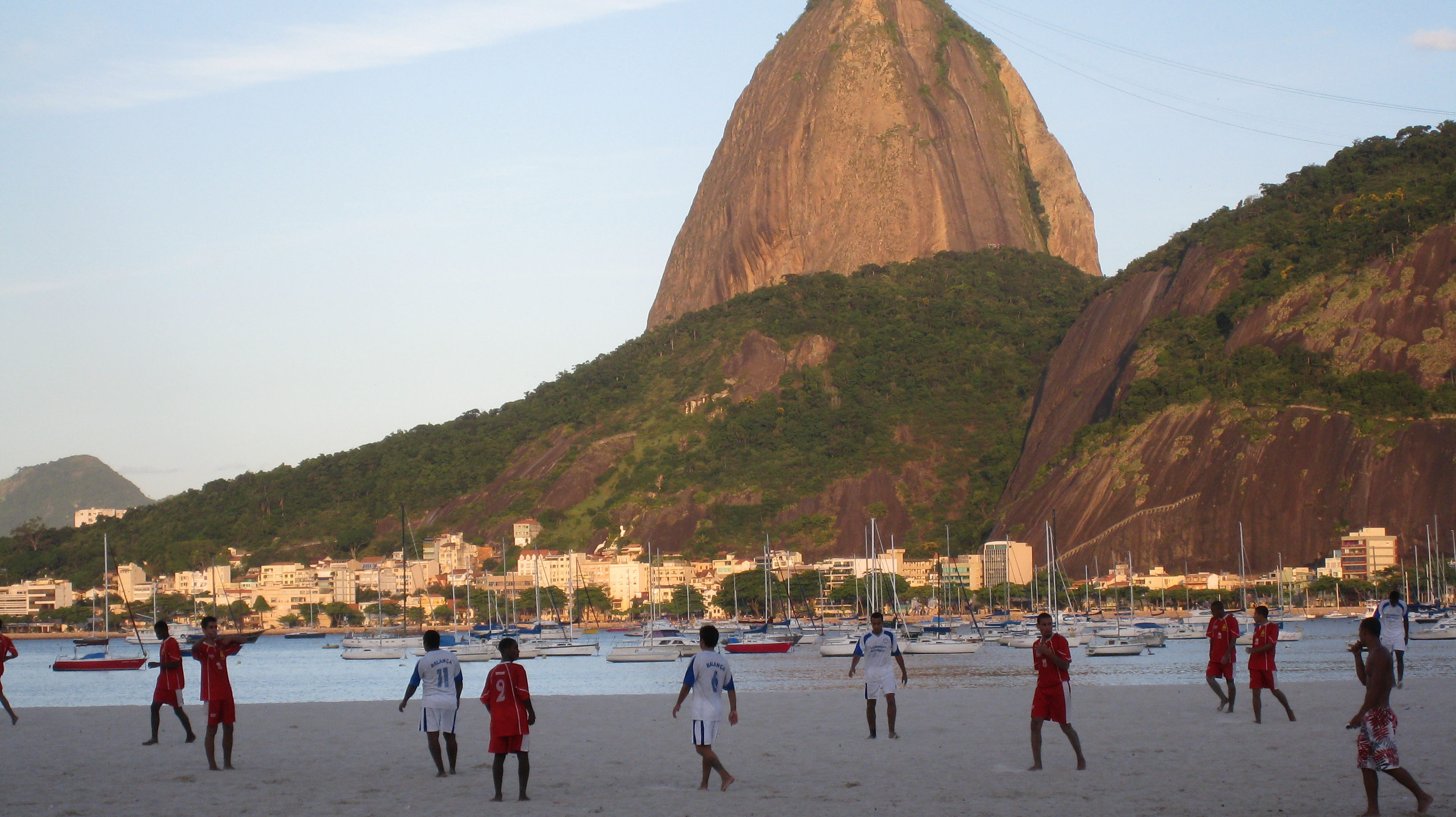
Les 13 premières éditions de la Coupe du monde se sont déroulées au Brésil.

En 1995, la Beach Soccer Worldwide met en place le premier championnat du monde à Rio de Janeiro au Brésil. Huit équipes sont sélectionnés sans passer par un système de qualification et l'équipe du Brésil, chez elle, devient le premier champion du monde. Les auriverdes remportent 9 des 10 championnats du monde, avec une 4e place en 2001, tous joués à domicile.

### Intégration par la FIFA et développement (depuis 2005)

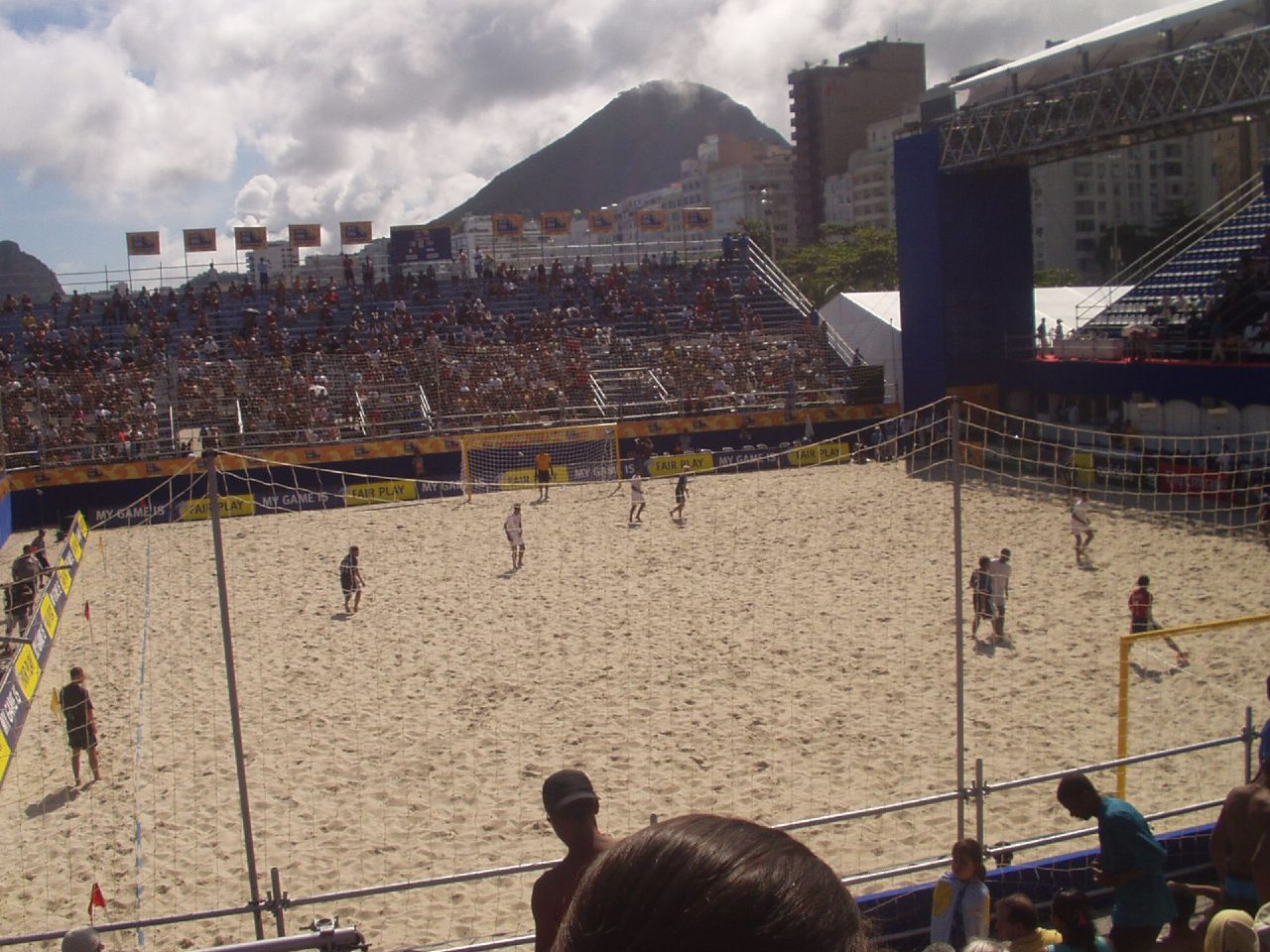
Match lors de l'édition 2006.

Jusqu'en 2004, le beach soccer, et avec lui le Championnat du Monde du beach soccer disputé chaque année, est principalement organisé par le groupe espagnol Beach Soccer Worldwide qui bénéficie du soutien de la FIFA mais sans son intervention directe.
En 2005, le beach soccer passe sous l'égide de la Fédération internationale de football association qui s'associe à la Beach Soccer Worldwide et créer la FIFA Beach Soccer SL (FBSSL), une nouvelle filiale basée aussi à Barcelone et exclusivement consacrée à l'organisation annuelle de la Coupe du monde de la FIFA à partir de 2005. La BSWW est responsable des phases éliminatoires de la Coupe du monde FIFA. La tradition qui veut que la compétition ait lieu au Brésil est maintenue et continue, comme lors de l'édition de 2004, d'accueillir 12 équipes nationales. 
L'Afrique du Sud, l'Australie et la Thaïlande jouent leur première coupe du monde en 2005. L'équipe de France entrainée par Éric Cantona remporte son premier titre dans cette compétition après avoir défait le Portugal lors de la séance de pénalty. Le tournoi est jugé comme un véritable succès pour la FIFA qui décide de fixer le nombre de participants à 16 pour les éditions suivantes. Ainsi des groupes de qualifications sont établis, permettant à un plus grand nombre de pays à s'intéresser à la compétition.

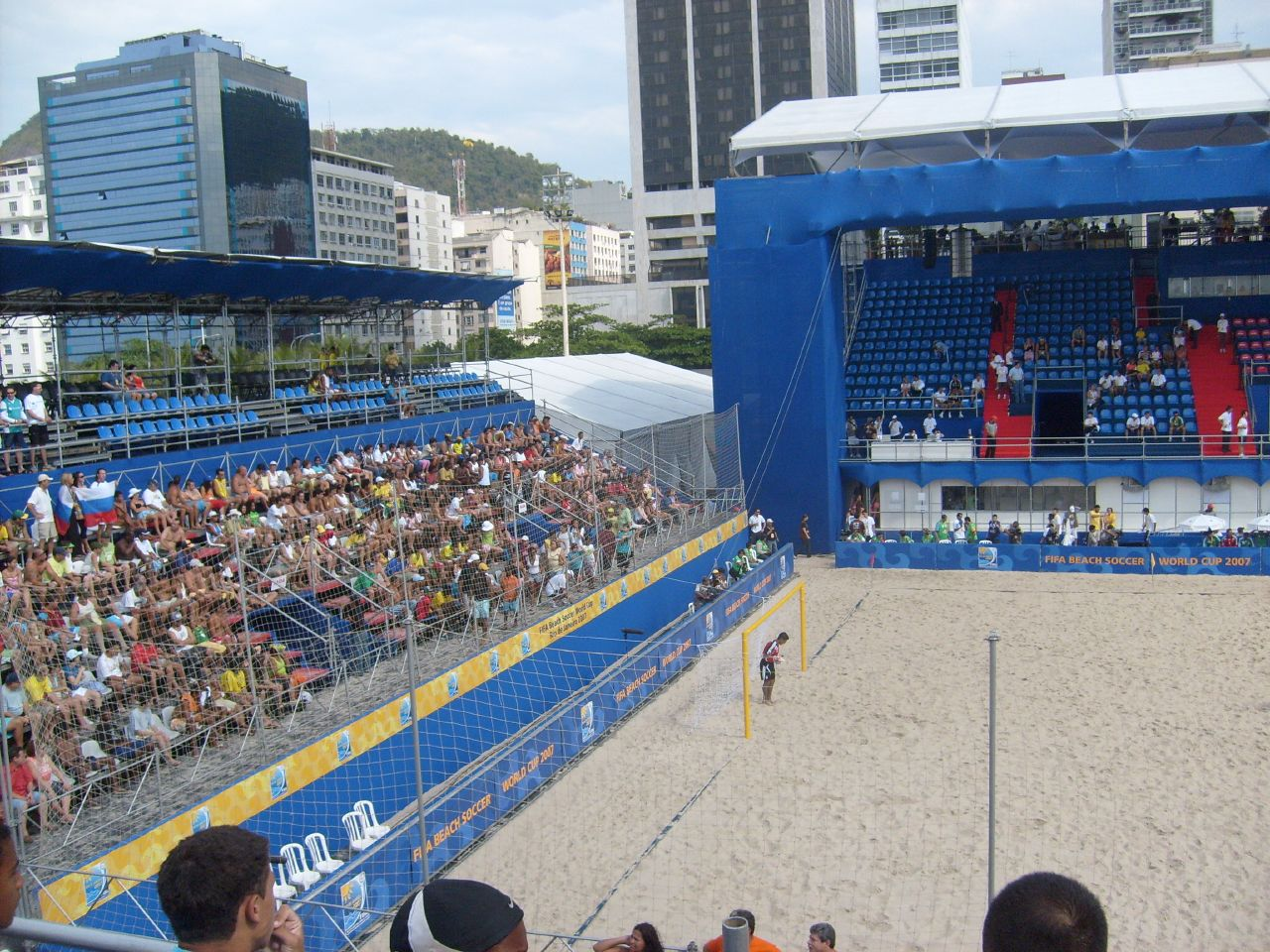
Stade de Rio de Janeiro en 2007.

Les éditions 2006 et 2007 sont toujours organisées au Brésil qui remporte ces deux éditions à domicile. Le Bahreïn, l'Iran, les États-Unis et les Iles Salomon découvrent le niveau mondial en 2006 ainsi que les Émirats arabes unis un an plus tard. En deux éditions, le mondial accueille autant de nouvelles nations (neuf) que durant les sept précédentes cumulées.
À la fin de la Coupe du monde de beach soccer 2007, le tournoi est devenu très populaire. On voit de nouvelles nations émerger avec notamment l'Uruguay et le Mexique (respectivement finaliste en 2006 et 2007). La FIFA décide de modifier le lieu pour les prochaines compétitions, afin d'étendre la popularité de l'évènement. Il est voté que la première édition disputée en dehors du Brésil serait jouée en juillet 2008 à Marseille sur la plage du Prado. Le Salvador et le Cameroun joue leur première coupe du monde. 
En 2009, la coupe du monde s'installe à Dubaï et se déroule dès lors tous les 2 ans. La Côte d'Ivoire et le Costa Rica découvre alors la compétition. Le Brésil remporte son 13e titre mondial face à une surprenante équipe de Suisse emmenée par son buteur vedette, sacré joueur du tournoi, Dejan Stankovic.
La compétition à ensuite lieu à Ravenne (Italie) en 2011 et le Brésil perd sa première finale en 14 éditions au profit de la Russie. Tahiti est désigné pour accueillir l'édition suivante en 2013. La Russie remporte son deuxième titre consécutif et devient la seule équipe après le Brésil à inscrire une deuxième fois son nom au palmarès de la compétition.
En 2015, le tournoi revient en Europe sur la plage portugaise de Praia de Baïa à Espinho au nord du pays.
En 2017, le tournoi est organisé aux Bahamas, au National Beach Soccer Arena de Nassau.
La FIFA dévoile lundi 14 février 2021 les trois pays candidats à l'accueil du Mondial de beach soccer en 2023 : Bahreïn, Seychelles et Émirats arabes unis.

## Qualifications
De 1995 à 2005, les équipes participantes étaient sélectionnées par la BSWW. Lors de la prise en main de la compétition par la FIFA celle-ci voulu, pour la deuxième édition de la Coupe du monde FIFA, mettre en place un système de qualification et par la même occasion étendre la compétition à 16 équipes. La répartition par confédération est :
- UEFA : 4 équipes
- AFC : 3 équipes
- CONMEBOL : 3 équipes
- CONCACAF : 2 équipes
- CAF : 2 équipes
- OFC : 1 équipe
- Plus le pays hôte

## Palmarès

### Par édition

#### Championnat du monde (1995-2004)
Dans le tableau suivant, le nom du vainqueur est accompagné entre parenthèses du nombre de titres remportés si supérieur à 1. L'indication du meilleur buteur s'accompagne du nombre de buts marqués entre parenthèses.
| N°  | Édition | Pays hôte | Vainqueur  | Finaliste  | Troisième place | Meilleur joueur | Meilleur buteur           | Meilleur gardien   |
| --- | ------- | --------- | ---------- | ---------- | --------------- | --------------- | ------------------------- | ------------------ |
| 1er | 1995    | Brésil    | Brésil     | États-Unis | Angleterre      | Zico, Júnior    | Zico, Altobelli (12)      | Paulo Sérgio       |
| 2e  | 1996    | Brésil    | Brésil (2) | Uruguay    | Italie          | Edinho          | Alessandro Altobelli (14) | Paulo Sérgio       |
| 3e  | 1997    | Brésil    | Brésil (3) | Uruguay    | États-Unis      | Júnior          | Júnior, Ramos (11)        | Paulo Sérgio       |
| 4e  | 1998    | Brésil    | Brésil (4) | France     | Uruguay         | Júnior          | Júnior (14)               | Paulo Sérgio       |
| 5e  | 1999    | Brésil    | Brésil (5) | Portugal   | Uruguay         | Jorginho        | Júnior, Matosas (10)      | Pedro Crespo       |
| 6e  | 2000    | Brésil    | Brésil (6) | Pérou      | Espagne         | Júnior          | Júnior (13)               | Kato               |
| 7e  | 2001    | Brésil    | Portugal   | France     | Argentine       | Hernâni Neves   | Alan Cavalcanti (10)      | Pascal Olmeta      |
| 8e  | 2002    | Brésil    | Brésil (7) | Portugal   | Uruguay         | Neném           | Neném, Madjer, Nico (9)   | Vilard Normcharoen |
| 9e  | 2003    | Brésil    | Brésil (8) | Espagne    | Portugal        | Amarelle        | Neném (15)                | Robertinho         |
| 10e | 2004    | Brésil    | Brésil (9) | Espagne    | Portugal        | Jorginho        | Madjer (12)               | Roberto Valeiro    |

#### Coupe du monde FIFA (depuis 2005)
Dans le tableau suivant, le nom du vainqueur est accompagné entre parenthèses du nombre de titres remportés si supérieur à 1. Le meilleur joueur, le meilleur buteur et le meilleur gardien sont également désignés respectivement ballon d'or, soulier d'or et gant d'or de la compétition. L'indication du meilleur buteur s'accompagne du nombre de buts marqués entre parenthèses.
| N°  | Édition | Pays hôte           | Vainqueur       | Finaliste   | Troisième place | Meilleur joueur     | Meilleur buteur      | Meilleur gardien   |
| --- | ------- | ------------------- | --------------- | ----------- | --------------- | ------------------- | -------------------- | ------------------ |
| 1er | 2005    | Brésil              | France          | Portugal    | Brésil          | Madjer              | Madjer (12)          | Non désigné        |
| 2e  | 2006    | Brésil              | Brésil (10)     | Uruguay     | France          | Madjer              | Madjer (21)          | Non désigné        |
| 3e  | 2007    | Brésil              | Brésil (11)     | Mexique     | Uruguay         | Buru                | Buru (10)            | Non désigné        |
| 4e  | 2008    | France              | Brésil (12)     | Italie      | Portugal        | Amarelle            | Madjer (13)          | Roberto Valeiro    |
| 5e  | 2009    | Émirats arabes unis | Brésil (13)     | Suisse      | Portugal        | Dejan Stankovic     | Dejan Stankovic (16) | Mão                |
| 6e  | 2011    | Italie              | Russie          | Brésil      | Portugal        | Ilya Leonov         | André (14)           | Andreï Boukhlitski |
| 7e  | 2013    | Tahiti              | Russie (2)      | Espagne     | Brésil          | Bruno Xavier        | Dmitrii Shishin (11) | Dona               |
| 8e  | 2015    | Portugal            | Portugal (2)    | Tahiti      | Russie          | Heimanu Taiarui     | Pedro Moran (8)      | Jonathan Torohia   |
| 9e  | 2017    | Bahamas             | Brésil (14)     | Tahiti      | Iran            | Mohammad Ahmadzadeh | Gabriele Gori (17)   | Peyman Hosseini    |
| 10e | 2019    | Paraguay            | Portugal (3)    | Italie      | Russie          | Ozu Moreira         | Gabriele Gori (16)   | Elinton Andrade    |
| 11e | 2021    | Russie              | Union russe (3) | Japon       | Suisse          | Noël Ott            | Glenn Hodel (12)     | Eliott Mounoud     |
| 12e | 2024    | Émirats arabes unis | Brésil (15)     | Italie      | Iran            | Josep Jr            | Ihar Bryshtse (12)   | Bobô               |
| 13e | 2025    | Seychelles          | Brésil (16)     | Biélorussie | Portugal        | Rodrigo             | Ihar Bryshtse (11)   | Mikhail Avgustov   |

### Tableau des médailles
| Rang | Nation                          | Or | Argent | Bronze | Total |
| ---- | ------------------------------- | -- | ------ | ------ | ----- |
| 1    | Brésil                          | 16 | 1      | 2      | 19    |
| 2    | Portugal                        | 3  | 3      | 6      | 12    |
| 3    | Russie/ Union russe de football | 3  |        | 2      | 5     |
| 4    | France                          | 1  | 2      | 1      | 4     |
| 5    | Uruguay                         |    | 3      | 4      | 7     |
| 6    | Espagne                         |    | 3      | 1      | 4     |
|      | Italie                          |    | 3      | 1      | 4     |
| 8    | Tahiti                          |    | 2      |        | 2     |
| 9    | États-Unis                      |    | 1      | 1      | 2     |
| 10   | Suisse                          |    | 1      | 1      | 2     |
| 11   | Iran                            |    |        | 2      | 2     |
| 12   | Biélorussie                     |    | 1      |        | 1     |
|      | Pérou                           |    | 1      |        | 1     |
|      | Mexique                         |    | 1      |        | 1     |
|      | Japon                           |    | 1      |        | 1     |
| 16   | Angleterre                      |    |        | 1      | 1     |
|      | Argentine                       |    |        | 1      | 1     |

## Statistiques et records

### Nations
| Pays     | Titre(s) |
| -------- | -------- |
| Brésil   | 16       |
| Portugal | 3        |
| Russie   | 3        |
| France   | 1        |

Le Brésil est la seule nation à avoir participé à toutes les phases finales de la Coupe du monde, ensuite viennent l'Argentine, l'Italie et l'Uruguay avec 15 participations en 17 éditions. Les Auriverdes détiennent un nombre important de records de la Coupe du monde avec notamment celui du plus grand nombre de buts inscrits (53), de la meilleure différence de but (+47) et du plus petit nombre de buts encaissés (9).
Le Brésil est aussi le seul pays organisateur à s'être imposé à domicile (11 fois). Il détient le record de victoires dans la compétition avec 13 succès. Seule la France, le Portugal et la Russie ont réussi à contrarier cette suprématie.
Le Portugal détient le record de buts inscrit en un match avec 14 unités. Il a réalisé cet exploit par deux fois : en 2006 (victoire 14-2 contre les îles Salomon) et en 2009 (14-7 contre l'Uruguay). La victoire contre Salomon représentant la plus large victoire (+12) en phase finale de Coupe du monde. La Selecção est l'équipe ayant perdu le plus de finale avec 3 revers pour trois succès.
Tahiti est la seule nation à avoir perdu en finale lors de deux éditions successives : contre le Portugal (3-5) en 2015 au  Portugal et contre le Brésil (0-6) en 2017 aux Bahamas

### Joueurs
Le portugais Madjer détient le record de titre de meilleur buteur décroché avec 5 succès (série en cours), il est aussi celui ayant marqué le plus de but en un seul match avec 7 unités lors de la victoire 14-7 du Portugal contre Uruguay en 2009. Il est le premier joueur à dépasser les 100 buts marqués en coupe du monde.
Paulo Sérgio, gardien du Brésil entre 1995 et 2004 a remporté les 4 premiers trophées de meilleur gardien de la compétition. Tandis que son coéquipier Júnior termine 4 fois meilleur joueur lors des 6 premières coupes de monde, un record.
| # | Meilleur joueur        | Meilleur buteur        | Meilleur gardien    |
| - | ---------------------- | ---------------------- | ------------------- |
| 1 | Júnior (4 fois)        | Madjer (5)             | Paulo Sérgio (4)    |
| 2 | Jorginho et Madjer (2) | Júnior (4)             | Roberto Valeiro (2) |
| 3 | -                      | Altobelli et Neném (2) | -                   |